# 田立駅
田立駅（ただちえき）は、長野県木曽郡南木曽町田立にある、東海旅客鉄道（JR東海）中央本線の駅。
長野県最西端の駅である。また起点の東京駅から300km越えして最初の駅にして長野県最後の駅である。

## 歴史
- 1929年（昭和4年）12月3日：国有鉄道中央本線の三留野（現・南木曽） - 坂下間に田立信号場として開設[1]。
- 1948年（昭和23年）9月1日：駅に昇格、田立駅として開業[1][2]。旅客・荷物営業のみ[2]。
- 1973年（昭和48年）
  - 5月25日：複線化により、旧位置よりも1.5km坂下駅寄りの現在地に移転し[1]、駅員無配置駅となる[3][4]。同時に荷物の取扱いを廃止[5]。
  - 6月25日：簡易委託駅となる[6]。
- 1987年（昭和62年）4月1日：国鉄分割民営化により、東海旅客鉄道の駅となる[7]。

## 駅構造
相対式ホーム2面2線を持つ地上駅。北側のホームに出入口があり、南側のホームとは跨線橋で繋がっている。ホーム上に待合所があり、ホームから階段を登った駅前広場に面して駅舎（町営待合室）や便所が独立して建っている。中津川駅管理の無人駅である。

### のりば
| 番線 | 路線        | 方向 | 行先               |
| ---- | ----------- | ---- | ------------------ |
| 1    | CF 中央本線 | 下り | 木曽福島・長野方面 |
| 2    | CF 中央本線 | 上り | 中津川・名古屋方面 |

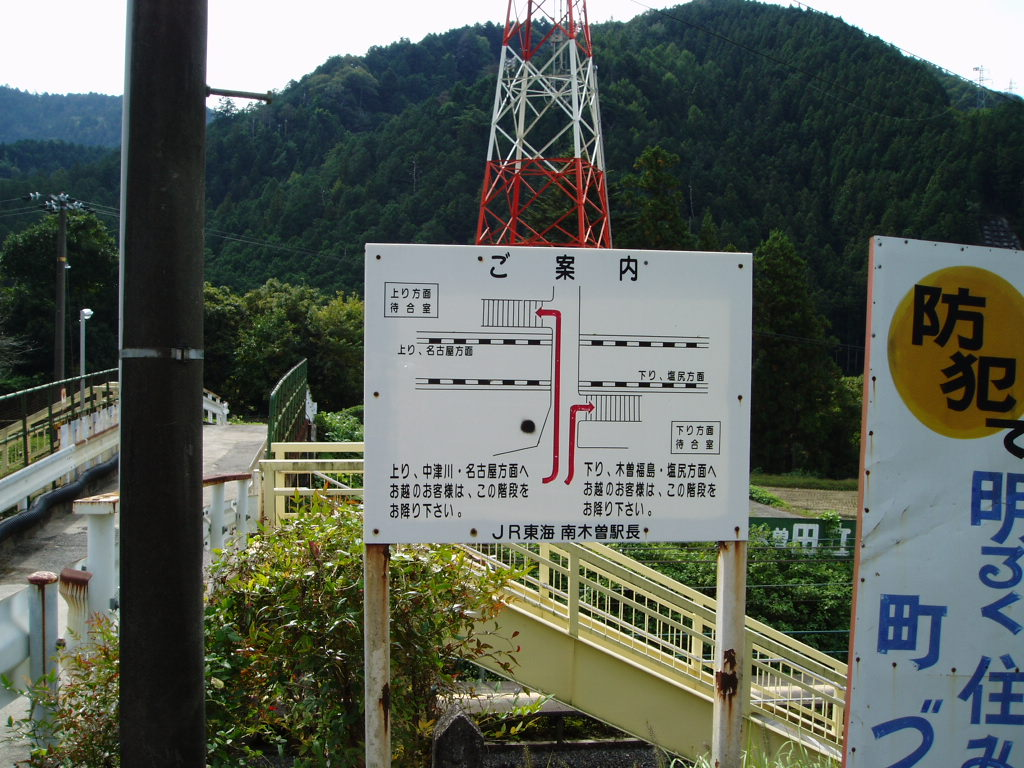
案内板
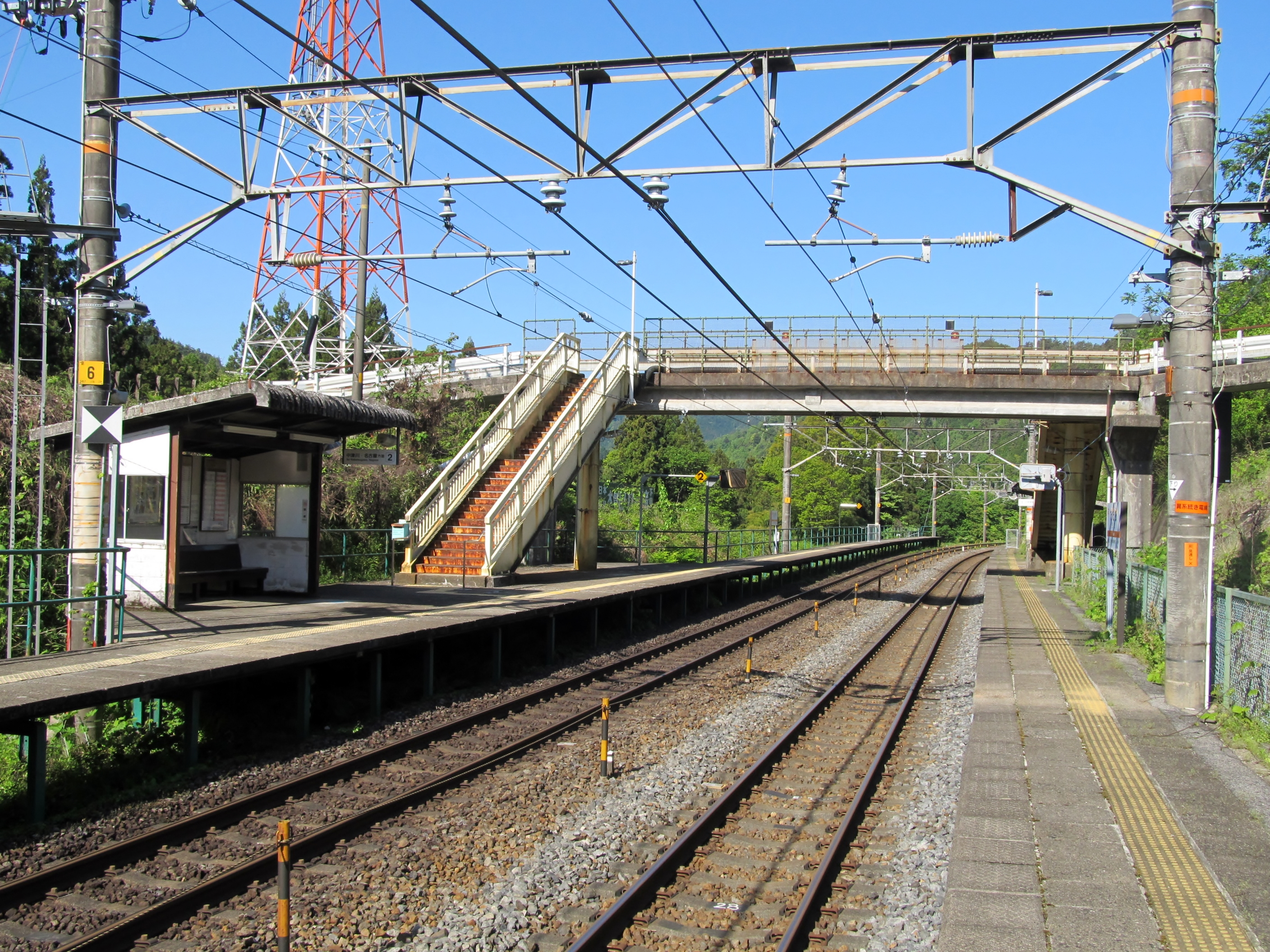
ホーム
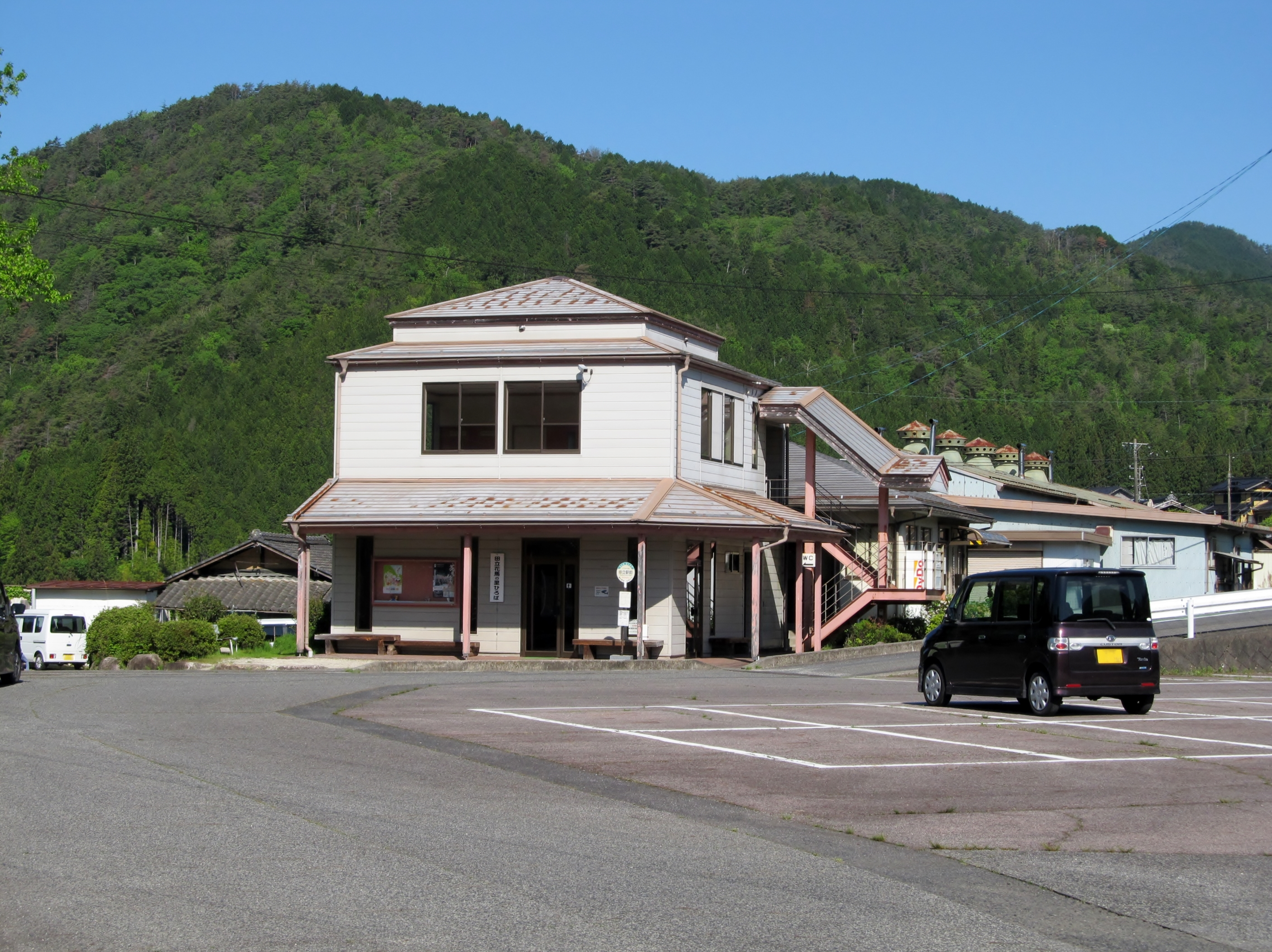
駅前広場と町営待合室

## 利用状況
「長野県統計書」によると、1日平均の乗車人員は以下の通りである。
- 2007年度 - 82人[1]
- 2009年度 - 89人[1]
- 2010年度 - 81人[3]
- 2011年度 - 80人[8]
- 2012年度 - 76人[9]
- 2013年度 - 78人[10]
- 2014年度 - 75人[11]
- 2015年度 - 69人[12]
- 2016年度 - 60人[13]
- 2017年度 - 60人[14]
- 2018年度 - 56人[15]

## 駅周辺
- 田立郵便局
- 木曽川
- 田立の滝[3]
- 岐阜県道・長野県道6号中津川田立線
- 国道19号[注釈 2]（駅南側、木曽川の向こうに見えるが、直線的に結ぶ橋は架かっていない。上述の県道経由で2km程）
  - 道の駅賤母（上述の県道、および国道19号[注釈 2]賤母大橋を経由）

## その他
- 国鉄時代、塩尻駅から田立駅までが長野鉄道管理局の管轄だった。

## 隣の駅
東海旅客鉄道（JR東海）
CF 中央本線
南木曽駅 (CF23) - 田立駅 - 坂下駅